# 多佛鎮區 (密蘇里州拉法葉縣)
多佛鎮區（英語：Dover Township）是位於美國密蘇里州拉法葉縣的一個行政鎮區。

## 地方資料
多佛鎮區的面積為216.36平方千米，當中陸地面積為211.80平方千米，而水域面積為4.56平方千米。根據2020年美國人口普查的數據，當地共有人口2243人，而人口密度為每平方千米10.37人。